# Pogorzelica Sandra
Pogorzelica Sandra – przystanek kolejowy w Pogorzelicy, w województwie zachodniopomorskim, w Polsce.
Przystanek powstał w 2017 na tyłach kompleksu wczasowego Sandra Spa, który współfinansował jego budowę.